# Ehrenpreis des Vorarlberger Buchhandels
Der Ehrenpreis des Vorarlberger Buchhandels wurde von 1991 bis 2005 von der Wirtschaftskammer Vorarlberg vergeben.

## Preisträger
| Jahr | Preisträger           | Mitnominierte |
| ---- | --------------------- | ------------- |
| 1991 | Max Riccabona         |               |
| 1993 | Karl Heinz Burmeister |               |
| 1995 | Monika Helfer         |               |
| 1997 | Eugen Gabriel         |               |
| 1999 | Armin Thurnher        |               |
| 2001 | Michael Köhlmeier     |               |
| 2003 | Kurt Bracharz         |               |
| 2005 | Walter Methlagl       |               |

Dem Ehrenpreis folgte von 2008 bis 2012 der Literaturpreis der Vorarlberger Buch- und Medienwirtschaft.